# Estado Mayor Conjunto de la República de Corea
El Estado Mayor Conjunto de la República de Corea (coreano: 대한민국 합동참모본부, Hanja: 大韓民國 合同參謀本部): Es un grupo de jefes de cada rama principal de las fuerzas armadas del ejército de Corea del Sur. A diferencia de la contraparte de Estados Unidos, que es principalmente asesora, el presidente del Estado Mayor Conjunto tiene control operativo real sobre todo el personal militar de las Fuerzas Armadas de la República de Corea. 

Logo del Estado Mayor Conjunto de la República de Corea

La Autoridad de Comando Nacional va desde el Presidente y el ministro de Defensa Nacional hasta el Presidente y luego a los Comandos Operativos de las ramas de servicio, sin pasar por la sede de cada rama de servicio. Actualmente existen cinco Comandos Operativos en el Ejército de la República de Corea, dos en la Armada (incluida la Infantería de Marina) y uno en la Fuerza Aérea de Corea.
Fue creado en mayo de 1954 y asumió su nombre actual en 1963, aunque existía el Comando Supremo de las Fuerzas Armadas desde 1948.
Todos los miembros (regulares) del Estado Mayor Conjunto son generales y almirantes de cuatro estrellas, aunque en el pasado el vicepresidente ha sido un teniente general de tres estrellas o un vicealmirante de forma intermitente. Tradicionalmente, el presidente se elige entre el Ejército (con una excepción anterior y otra actual en octubre de 2013), mientras que el vicepresidente se selecciona entre la Armada o la Fuerza Aérea. El Comandante de la Infantería de Marina, legalmente subordinado al Jefe de Operaciones Navales de la Armada de la República de Corea de la República de Corea, puede asistir a las reuniones del Estado Mayor Conjunto cuando examina asuntos relacionados con la Infantería de Marina.